# Терновое (Донецкая область)
Терновое (укр. Тернове) — село на Украине, находится в Шахтёрском районе Донецкой области. Под контролем самопровозглашённой Донецкой Народной Республики.

## География
В окрестностях села находится исток реки под названием Севастьяновка (левый приток Крынки, бассейн Миуса).

#### Соседние населённые пункты по странам света
С: Горное
СЗ: город Шахтёрск, Молодецкое
З: —
СВ, В: город Торез (ниже по течению Севастьяновки)
ЮЗ: Зарощенское, Большая Шишовка
ЮВ: Мануйловка
Ю: —

## Население
Население по переписи 2001 года составляло 423 человека.